# Dingeringhausen (Korbach)
Koordinaten: 51° 18′ 29″ N, 8° 51′ 19″ O
Dingeringhausen ist ein Gutshof im Westen der Gemarkung von Helmscheid, einem Stadtteil von Korbach im nordhessischen Landkreis Waldeck-Frankenberg. An gleicher Stelle befand sich zuvor eine noch 1367 und 1398 als Dorf bezeichnete und später (im 16. Jahrhundert?) wüst gefallene kleine Siedlung.

## Geschichte
Der Hof liegt auf 388 m Höhe über NHN etwa 4 km nördlich von Korbach unmittelbar östlich der Landesstraße L 3076 von Korbach nach Flechtdorf.
Die einst dort befindliche Siedlung wurde in der Zeit 1028–1036 erstmals urkundlich erwähnt, als eine Adlige namens Reinike ihren curtis (= befestigter Wirtschaftshof) in „Thingerdinchusen“ dem Bistum Paderborn schenkte, ihn aber von Bischof Meinwerk zur Nutzung auf Lebenszeit zurückerhielt. Neben diesem Hof gab es offensichtlich schon bald weitere Anwesen am Ort: Als die beiden Schwestern Riclind (auch Riklind oder Rilind) und Frederun von Itter, Nichten und Erbinnen des 1123 verstorbenen Folkmar von Itter, im Jahre 1126 den von ihrem Onkel geerbten Allodialbesitz an der Burg und der Herrschaft Itter dem Abt Erkenbert von Corvey bzw. dem Kloster Corvey zu Lehen auftrugen, gehörte dazu auch eine Hufe in „Dingeringhusen“, die der ittersche Ministeriale Ordwin dort innehatte; um 1350 ist ein Wigand von Engern dort als Corveyscher Lehnsinhaber bekundet.
Im Laufe der Jahrhunderte hatten verschiedene Herren und geistliche Einrichtungen zeitweise Lehens- oder Eigenbesitz oder Einkünfte im Ort, u. a. die Edelherren von Büren, die Klöster Haina und Flechtdorf, die Grafen von Waldeck, die Herren von Padberg, von Brunhardessen, von Helsen, Rabe von Pappenheim, von Eppe, von Viermund, von Langeln und von Dalwigk.
Im 18. Jahrhundert war der dort weiterhin bestehende große Gutshof eine Meierei der Fürsten von Waldeck. Er wurde Anfang des 19. Jahrhunderts vom Fürsten Friedrich Karl August an den Kammerrat Friedrich Kleinschmit (1734–1804) aus Arolsen verkauft. Seitdem ist das Gut im Besitz der Familie Kleinschmit, die 1878 mit Gustav Kleinschmit von Lengefeld (1811–1879) in den waldeckschen Freiherrenstand erhoben wurde. 1920/21 errichteten die Kleinschmit von Lengefeld auf dem Gut ein neues Wohnhaus aus Bruchstein und Fachwerk.